# Список игроков НБА, набравших 30 000 очков и более

Данный список содержит игроков, набравших 30 000 и более очков в регулярных чемпионатах Национальной баскетбольной ассоциации за свою карьеру. Список по сути является частью списка 50 лучших снайперов в истории НБА.
По состоянию на апрель 2025 года в список входят два действующих игрока НБА — Леброн Джеймс, занимающий 1-е место и Кевин Дюрант.
В этой номинации определяется также самый молодой игрок лиги, достигший рубеж в 30 000 очков за карьеру. 23 января 2018 года в матче регулярного сезона НБА против «Сан-Антонио Спёрс» Леброн Джеймс преодолел рубеж в 30000 набранных очков за карьеру, став самым молодым (33 года и 24 дня) игроком в этой номинации и сместив Коби Брайанта (набрал 30 000 очков в 34 года и 104 дня). Леброн также является самым молодым игроком в истории НБА, преодолевшим рубежи в 10 000 и 20 000 очков.
15 ноября 2018 года, играя за «Лейкерс» в матче против «Портленда», Джеймс обошёл Чемберлена и перешёл на 5-е место в списке. 7 марта 2019 года в матче против «Денвера» Джеймс обошёл Джордана, заняв 4-е место в списке.
18 марта 2019 года в матче против «Нью-Орлеан Пеликанс» Дирк Новицки набрал 8 очков и обошёл в рейтинге Уилта Чемберлена, заняв 6-е место.
26 января 2020 года Леброн Джеймс в составе «Лейкерс» в матче регулярного чемпионата НБА против «Филадельфии» обошёл в рейтинге Коби Брайанта и занял 3-е место.
19 марта 2022 года Джеймс в составе «Лейкерс» в матче против Вашингтон Уизардс обошёл Карла Мэлоуна, заняв вторую строку рейтинга. 
7 февраля 2023 года к концу третьей четверти матча против Оклахомы, Джеймс опередил Карима Абдул-Джаббара, возглавив рейтинг.

## Легенда к списку
| Поз.    | ЛФ             | ТФ              | Ц         | АЗ                 |
| Позиция | Лёгкий форвард | Тяжёлый форвард | Центровой | Атакующий защитник |

| ^ | Действующий игрок Национальной баскетбольной ассоциации |
| * | Избран в Зал славы баскетбола                           |
|   | Недавно закончил карьеру, но пока не избран в Зал славы |

## Список
По состоянию на 14 апреля 2025 года
| Место | Игрок                | Фото | Поз.   | Год рождения | Клубы (годы) | Всего сезонов | Количество очков | Зал славы |
| ----- | -------------------- | ---- | ------ | ------------ | --- | ------------- | ---------------- | --------- |
| 1     | Леброн Джеймс^       |      | ЛФ/ ТФ | 1984         | Кливленд Кавальерс (2003—2010, 2014—2018) Майами Хит (2010—2014) Лос-Анджелес Лейкерс (2018—)                                                 | 21+           | 42 184           | —         |
| 2     | Карим Абдул-Джаббар* |      | Ц      | 1947         | Милуоки Бакс (1969—1975) Лос-Анджелес Лейкерс (1975—1989)                                                                                     | 20            | 38 387           | 1995      |
| 3     | Карл Мэлоун*         |      | ТФ     | 1963         | Юта Джаз (1985—2003) Лос-Анджелес Лейкерс (2003—2004)                                                                                         | 19            | 36 928           | 2010      |
| 4     | Коби Брайант*        |      | АЗ     | 1978 — 2020  | Лос-Анджелес Лейкерс (1996—2016) | 20            | 33 643           | 2020      |
| 5     | Майкл Джордан*       |      | АЗ     | 1963         | Чикаго Буллз (1984—1993, 1995—1998) Вашингтон Уизардс (2001—2003)                                                                             | 15            | 32 292           | 2009      |
| 6     | Дирк Новицки*        |      | ТФ     | 1978         | Даллас Маверикс (1999—2019) | 21            | 31 560           | 2023      |
| 7     | Уилт Чемберлен*      |      | Ц      | 1936 — 1999  | Филадельфия/ Сан-Франциско Уорриорз (1959—1965) Филадельфия-76 (1965—1968) Лос-Анджелес Лейкерс (1968—1973)                                   | 14            | 31 419           | 1979      |
| 8     | Кевин Дюрант^        |      | ЛФ/ АЗ | 1988         | Сиэтл Суперсоникс (2007—2008) Оклахома-Сити Тандер (2008—2016) Голден Стэйт Уорриорз (2016—2019) Бруклин Нетс (2019—2023) Финикс Санз (2023—) | 17+           | 30 571           | —         |